# 漢字健忘
漢字健忘（かんじけんぼう、中:提筆忘字、英:Character amnesia）とは、主に漢字文化圏のネイティブ話者が、幼少期などに習い熟知していた漢字などの書き方を忘れてしまう現象である。
漢字を読むことは可能なため、失語症などとは区別される。この現象は、インターネットの普及による文字の書く機会が少なくなり、手書きの漢字を知らずともひらがなやローマ字、拼音などで入力ができることが原因の一つとされている。

## 研究
この現象に関する逸話は多いが、科学的に十分検証されているとは言い難いと指摘されている。しかし、日本語及中国語の話者の間に漢字健忘が広がっていることを示唆する調査結果も存在する。
中国青年報が2010年4月に2,072人を調査したところ、83%が文字を書くのが苦手だと回答した。また同様の調査では、回答者の80%がいくつかの文字の書き方を忘れていることを認めている。 また2008年、中華人民共和国教育部が3,000人の教師を対象に実施した調査では、60％の教師が作文能力の低下を訴えていた。
2013年に中国中央電視台で開催されたスペリング・ビーでは、参加者の30％しか「蝦蟇」（中国語: 癞蛤蟆; 拼音: Làiháma）を正しく書けなかったことが報告されている。また日本では、この現象はワードプロセッサの普及に端を発しているように考えられている。
1985年9月23日の朝日新聞の記事によると、神奈川県伊勢原市伊勢原の大学キャンパスでワープロが本格的に導入されて以来、ごく簡単な漢字でさえ手書きで書く方法を覚えるのが難しくなってきたという。
1993年に情報処理学会の会員を対象に行われた調査では、ワードプロセッサの常用者は手書きで文字を書く能力が低下していることが報告されている。 